# Petalidium rautanenii
Petalidium rautanenii är en akantusväxtart som beskrevs av Schinz. Petalidium rautanenii ingår i släktet Petalidium och familjen akantusväxter. Inga underarter finns listade i Catalogue of Life.